# Vincenc Vávra
Vincenc Vávra (ur. 26 lipca 1849 w Újezdcu, zm. 5 stycznia 1936 w Brnie) – czeski pedagog, historyk literatury i pisarz.

## Życiorys
Urodził się w rodzinie chłopskiej. Wykształcenie podstawowe uzyskał w szkole utrakwistycznej w Chvalkovicach, w szkole niemieckiej w Kohoutovicach blisko Trutnova i potem w klasie czwartej szkoły głównej w Dvůr Králové nad Labem, aby mógł kontynuować naukę w szkole średniej. Następnie studiował w gimnazjum w Hradcu Králové i później filologię klasyczną na Uniwersytecie Karola w Pradze.
W latach 1875–1880 pracował w gimnazjum realnym w Pradze na ulicy Jindřišskiej, następnie do 1899 uczył w wyższym oraz klasycznym gimnazjum czeskim w Brnie, później został dyrektorem gimnazjum państwowego w Přerovie. W tym okresie rośnie liczba uczniów oraz prestiż tego gimnazjum, dlatego został w 1908 mianowany na funkcję radcy stanu (Regierungsrat).
W Brnie brał udział w życiu publicznym, pracował w stowarzyszeniu miejscowego muzeum, uczył w stowarzyszeniu Vesna, odbywał wiele wykładów w okolicy Brna. Pisał drobne wiersze i eseje, które publikował w czasopismach lokalnych. Jeszcze bardziej oddał się życiu publicznemu w Przerowie, którego obywatelem został w 1912.
Poświęcił się badaniu życia i pracy Boženy Nemcovej i miał w tym zakresie szereg publikacji. W 1895 została wydana przez J. Otto jedna z pierwszych biografii Boženy Nemcovej: Božena Němcová. Pokus životopisný a literární. Spotykał się z Bohdaną, córką Boženy Nemcovej, dzięki temu nabył dużą część korespondencji pisarki, którą przekazał Muzeum Boženy Němcowej w Czeskiej Skalicy, które współtworzył. Ponadto na wakacje z rodziną regularnie podróżował do regionu ojczystego, był inicjatorem i współorganizatorem zjazdów ziomków, przy okazji których wielu gości odwiedzało Hořičky. Jest także inicjatorem wzniesienia pomnika znachora A. Picha oraz tablicy upamiętniającej pobyt pisarza Juliusza Zeyera w Hořičkach w latach 1867–1869 oraz 1871.
Okres I wojny światowej był dla niego bardzo trudnym momentem. Żył wówczas w ciągłym podnieceniu i pracował do całkowitego wyczerpania. Następnie zachorował i 30 kwietnia 1918 przeszedł na emeryturę. Szybko przeprowadził się do Brna, gdzie zmarł 5 stycznia 1936.

## Twórczość
Cały swój czas wolny poświęcał na badania życia i dokonań Boženy Němcovej oraz regionu ojczystego i jego wybitnych osobistości. Ich wyniki zostały opublikowane w formie książkowej oraz w postaci artykułów w gazetach i czasopismach (Kalendář Koruny české na přestupný rok 1876, Národní listy, Obzor, Roční zprávy c. k. vyššího státního gymnasia v Přerově):
- Ze starého bělidla (1892)
- Božena Němcová. Pokus životopisný a literární (1895)[13]
- Korespondence a zápisky B. Němcové (1915)[14]
- Čítanka Boženy Němcové. Sestavil a životopis napsal Vincenc Vávra (1911, została opublikowana w Przerowie)[15]
- Hořičky a okolí (publikacja o gminie wiejskiej Hořičky i jej okolicy)